# ウォルター・シャイデル
ウォルター・シャイデル (英:Walter Scheidel、1966年7月9日-)は、オーストリアの歴史学者。スタンフォード大学教授。専門は、古代社会史・経済史、歴史人口学、比較学際的手法による世界史研究。

## 来歴
1984年から1993年までウィーン大学で古代史と貨幣学を学び、1993年に博士号取得。1998年、グラーツ大学で大学教授資格取得。1990年から1994年までウィーン大学で研究助手。
1995年、オーストリア研究評議会から派遣され、ミシガン大学客員研究員となる。
1996年から1999年まで、ケンブリッジ大学ダーウィン・カレッジでモーゼス&メアリー・フィンリー古代史研究員を務めた。この間、パリの社会科学高等研究院とインスブルック大学客員教授。1999年に米国に移住し、スタンフォード大学とシカゴ大学で客員研究員。2004年、スタンフォード大学古典学教授、2008年同大ディカソン人文科学教授。
スタンフォード大学ヒューマンバイオロジー(人類生物学)のケネディ・グロスマン・フェロー、アンドリュー・メロン財団 New Directions Fellowship、グッゲンハイム・フェロー、オーストリア科学アカデミー会員でもある。
オックスフォード大学出版局モノグラフシリーズ共同編集者、プリンストン大学/スタンフォード大学古典学研究叢書共同創設者でもある。
また、古典学分野での世界初のオンラインリポジトリを創設した。2012年にシャイデルはイライジャ・ミークスとともに、インタラクティブウェブサイトORBIS (ローマ世界のスタンフォード地理空間ネットワークモデル)を立ち上げた。

## 暴力と不平等の人類史

### 内容
2017年の著書The Great Leveler (邦題『暴力と不平等の人類史』)では、不平等や格差を大きく減らしたのは、大規模な戦争、革命、国家の破綻、伝染病の流行という4つの暴力的現象であったことを歴史的証拠を積み上げて詳細に論じた。以下、同書の内容を概説する。
同書はまず、現代の格差について歴史的に概観する。21世紀現在、世界の最富裕層1%が世界の個人純資産の半分を所有し、アメリカ国内でも上位1%が国民総所得の5分の1を占めている。しかし、1920年代のアメリカでの資本集中度は現在より高かったし、1910年代のイギリスでは最富裕層の10分の1世帯が私有財産全体の92%を持っていた。21世紀現在のシェアは半分程で、20世紀前半の方が格差が大きかった。また、ローマ帝国の最富裕層の私財は、一人あたりの平均年収の150万倍で、これは現在のビル・ゲイツと平均的アメリカ人の財産の比率とほぼ同じである。
そのうえで、シャイデルは、有史以来、平和裏に平等化が進んだことはなく、既存の秩序を破壊し、所得と富の分配の偏りをならし、貧富の差を縮めることに大きな役割を果たしたのは、大量動員戦争、変革的革命、国家の破綻、伝染病の流行という4つの暴力的衝撃だったという。シャイデルはこれらを「平等化の四騎士」と呼ぶ。
戦争
大半の戦争は資源の分配に影響を与えなかった。征服や略奪を目的とする旧態依然の争いにおいて、勝者側のエリートは裕福になり、敗者側のエリートは貧窮した可能性が高かったものの、はっきりしない結末に終わった場合はその帰結を予想するのは難しかった。戦争によって所得と富の格差が是正されるためには、戦争が社会全体に浸透し、現代の国民国家でしか実現しない規模で人員と資源が動員される必要があった。
2度の世界大戦は史上最大の平等化をもたらした。世界大戦による破壊、没収的な課税、政府による経済介入、物品と資本の流れの遮断など、その他さまざまな要因が結びつき、富は再分配され、また、権利の拡大、労働組合の結成、社会保障制度の拡大など平等化政策へ向けた推進力を生み出した。
世界大戦は大圧縮 (Great Compression)をもたらし、先進国で所得と富の不平等が大きく減少した。それは1914年から1945年にかけて集中的に起こったが、プロセス全体が完了するにはさらに数十年を要した。
ナポレオン時代の戦争やアメリカの南北戦争による分配に関する帰結は多様で、以前の大量動員戦争では、世界大戦と同規模の影響が広がることはなかった。
革命
世界大戦をきっかけに、平等化を推進する第二の主要な力である変革的革命が起こった。すなわちロシア革命である。通常の内部抗争によって不平等が減ることはない。近代以前の農民一揆や都市暴動は失敗に終わるのが普通だったし、発展途上国での内戦は不平等を拡大することが多い。暴力的な社会再編が並外れて激しいものでない限り、物的資源の入手しやすさが変わることはない。この種の社会再編は、大量動員戦争と同じく、20世紀の現象だった。ロシアの共産主義者は、人々の資産を没収し、再分配し、集産化を進め、て不平等を劇的に減らしたが、同時に桁はずれの暴力を伴い、革命による死者数と惨状は最終的には世界大戦に匹敵した。
国家の破綻
国家の破綻や体制の崩壊も、平等化を実現した。歴史の大半で富裕層は権力を掌握し、または深い関係を持ち、その経済活動は国家によって保護措置が講じられていた。国家が崩壊すると、富裕層の政治的地位、コネ、保護が失われてしまうこともあり、エリート層の富の減少・消失で、全体的な資源分配の偏りが均された。国家の破綻は、既存の政治形態の改造によって再分配を実現するのではなく、包括的に過去を清算することで、暴力的手段による平等化の原理を極限まで押し進める。最古の例には、古代エジプトやアッカド帝国などがあり、現代の例にソマリアがある。
伝染病の流行
疫病も、しばしば社会を破壊し、平等化をすすめた。農耕社会では疫病で人口のかなりの部分が失われたため、労働者が不足し、賃金が上がって地代が下がったため、地主や雇用主は損をした。エリート層は法令や武力を使って既存の仕組みを維持しようとしたが、平等化を進める市場の力を押さえ込めない場合が多かった。
歴史を通じて、物質的不平等の大規模な圧縮は、戦争、革命、国家崩壊、感染爆発のうち1つ以上の平等化装置によって推進されたのであり、暴力による大規模な平等化は、この四つ以外にないとシャイデルは述べる。マクロ経済の危機は所得と富の分配に一時的な影響を及ぼすにすぎず、民主主義はそれ自体で不平等を軽減するわけではない。教育と技術的変化の相互作用は所得の分散に影響するが、教育やスキルに基づく収益は暴力的な衝撃に大きく左右されるし、経済発展がそれ自体で不平等を減らすことを示す有力な経験的証拠は存在しない。四騎士に匹敵する成果をあげた無害な圧縮手段は存在しない。とはいえ、国家が破綻しても別の国家が後釜に座ったし、疫病が収まると人口収縮は反転し、新たな人口増加のおかげで労働力と資本のバランスは以前のレベルに戻った。
このようにみれば、21世紀における不平等の再拡大が理解しやすくなるとシャイデルはいう。発展途上国は財政面の制約が強いし、先進国も再分配と教育によって所得の不平等の拡大を緩和できていない。世界史的な観点からすると、大きな暴力的衝撃から切り離されたまま不平等の大幅な圧縮が実現した例はほとんどないし、新たな平等化のメカニズムはいまだ現れていない。

### 評価
『暴力と不平等の人類史』はCundill歴史賞最終候補、フィナンシャル・タイムズとマッキンゼー・ビジネス・ブック・オブ・ザ・イヤー2017最終候補となり、マーティン・ウルフによってフィナンシャル・タイムズ夏の本に選ばれた。『エコノミスト』誌2017年の一冊。
タイラー・コーエンは同書を所得の不平等の歴史に関する最高の書物と称賛した。カリフォルニア工科大学教授フィリップ・T・ホフマン（Philip T Hoffman）は同書を強力な長期分析で、際立って斬新だと称賛した。スティーブン・ピンカーは、理性、証拠にもとづき、緻密で挑発的な分析だと称賛した。経済学者ウィリアム・イースターリーは書評で、この本の美徳は、読者が自分で判断するための多くの証拠を提示していることだと述べた。
2019年に日本語訳が出版された。

## ローマからの脱出
2019年の著書Escape from Rome: The Failure of Empire and the Road to Prosperity (ローマからの脱出：帝国の崩壊と繁栄への道)は、ローマ帝国崩壊後にヨーロッパが断片化し続けたことが、近代世界の起源であると主張した。
同書はフィナンシャル・タイムズ、イブニング・スタンダードのベストブックに選ばれた。ロバート・コルヴィルは、シャイデルの非常に重い仕事は、彼の才能と献身の証であり、全体的に成功していると書評で評した。歴史家フェリペ・フェルナンデス・アルメストは同書を、現実の混沌や乱雑さを切り捨て、無視しており、全面的に単純化しすぎていると批判した。テュービンゲン大学のパオロ・テデスコは、その歴史的議論は説得力がないが、刺激的で示唆に富むと評した

## 著書
- Grundpacht und Lohnarbeit in der Landwirtschaft des römischen Italien, Frankfurt: Lang, 1994, ISBN 3-631-47904-2
- Measuring Sex, Age and Death in the Roman Empire: Explorations in Ancient Demography, Ann Arbor: Journal of Roman Archaeology, 1996, ISBN 1-887829-21-0
- Debating Roman Demography, Leiden: Brill, 2001 (editor), ISBN 90-04-11525-0
- Death on the Nile: Disease and the Demography of Roman Egypt, Leiden: Brill, 2001, ISBN 90-04-12323-7
- Ostrakismos-Testimonien I: Die Zeugnisse antiker Autoren, der Inschriften und Ostraka über das athenische Scherbengericht aus vorhellenistischer Zeit (487–322 v. Chr.), Stuttgart: Steiner Verlag Stuttgart, 2002 (co-editor), ISBN 3-515-07947-5
- The Ancient Economy, Edinburgh: Edinburgh University Press, and New York: Routledge, 2002 (co-editor), ISBN 0-7486-1322-6
- The Cambridge Economic History of the Greco-Roman World, Cambridge: Cambridge University Press, 2007 (co-editor), ISBN 978-0-521-78053-7
- The Dynamics of Ancient Empires: State Power from Assyria to Byzantium, New York: Oxford University Press, 2009 (co-editor), ISBN 978-0-19-537158-1
- Rome and China: Comparative Perspectives on Ancient World Empires, New York: Oxford University Press, 2009 (editor), ISBN 978-0-19-533690-0
- The Oxford Handbook of Roman Studies, Oxford: Oxford University Press, 2010 (co-editor), ISBN 978-0-19-921152-4
- The Cambridge Companion to the Roman Economy, Cambridge: Cambridge University Press, 2012 (editor), ISBN 978-0-521-89822-5
- The Oxford Handbook of the State in the Ancient Near East and Mediterranean, New York: Oxford University Press, 2013 (co-editor), ISBN 978-0-19-518831-8
- State Power in Ancient China and Rome, New York: Oxford University Press, 2015 (editor), ISBN 978-0-19-020224-8
- Fiscal Regimes and the Political Economy of Premodern States, Cambridge: Cambridge University Press, 2015 (co-editor), ISBN 978-1-107-08920-4
- On Human Bondage: After Slavery and Social Death, Malden: Wiley-Blackwell, 2017 (co-editor), ISBN 978-1-119-16248-3
- The Great Leveler: Violence and the History of Inequality from the Stone Age to the Twenty-First Century, Princeton: Princeton University Press, 2017, ISBN 978-0-691-16502-8
  - 鬼澤忍、塩原通緒訳『暴力と不平等の人類史: 戦争・革命・崩壊・疫病』東洋経済新報社、2019[21]
- The Science of Roman History: Biology, Climate, and the Future of the Past, Princeton: Princeton University Press, 2018 (editor), ISBN 978-0-691-16256-0
- Escape from Rome: The Failure of Empire and the Road to Prosperity, Princeton: Princeton University Press, 2019, ISBN 978-0-691-17218-7
- The Oxford World History of Empire, New York: Oxford University Press, 2021 (co-editor), ISBN 978-0-197-53397-0